# Бист Бой
Бист Бой (англ. Beast Boy), настоящее имя Гарфилд Логан (англ. Garfield Logan) — вымышленный персонаж, который появляется во вселенной DC Comics. Его первое появление было в комиксе под названием «Патруль Судьбы №99» (ноябрь 1965 года). Персонаж был создан Арнольдом Дрейком и Бобом Брауном.

## Биография
Гарфилд Логан – сын биологов Марка и Мари Логан. В два года биологи берут своего сына Гарфилда в африканскую страну, Верхняя Ламумба, где они проводили исследования генетических кодов. В результате их поездки Гар заболел редкой тропической болезнью, которая, как считалось, могла выжить только у животных. Его родители были вынуждены провести экспериментальное генетическое лечение, включающее ДНК животных с известной устойчивостью к болезни в качестве потенциального лекарства. Эксперимент дал побочный эффект, в результате чего его кожа, глаза и волосы стали зелёными, также наделила способностью принимать облик любого животного. Несколько лет спустя его родители погибли в результате несчастного случая на лодке, инцидента, который, по мнению Гара, он все ещё мог предотвратить.

## Сверхспособности
С помощью удачного эксперимента его родителей, Гар способен перевоплощаться в любого животного, без каких либо усилий .Так же он может кардинально изменять массу своего тела, принимая облик животных намного массивней и тяжелее, чем он сам, таких как слон, бегемот или Тираннозавр Рекс (хотя до недавних историй такие большие размеры истощали его физически), или тех которые намного меньше и более легкие, такие как мыши и насекомые. В результате его быстро изменяющейся генетической структуры и массы, Бистбой обладает повышенным исцеляющим фактором, сравнимым с Крипером и Дефстроуком, что позволяет ему за считанные секунды заживлять пулевые ранения, ожоги и сломанные кости. Кроме этого, в некоторых сюжетных линиях способен был отращивать даже целые конечности. Бистбой не может изменить или вернуться к изначальному облику, если пространство где он находится слишком маленькое (например, когда он пытался превратиться в Тираннозавра под мостом и ударяется головой, то трансформация мгновенно прерывается). Он спокойно может принимать облик животных без конечностей (змеи) или без скелетных (медуза). В некоторых случаях он одновременно принимал облик сразу нескольких лиц (рой светлячков и масса ракушек).

## Юные Титаны
Бистбой появляется в «Юные Титаны», персонажа озвучил Грег Сайпс. В команде героев, он выступает главным шутником, но также сам часто является мишенью для шуток (похожи на своих комиксах самовыдвижение). Бистбой носит черно-фиолетовый костюм, а также серые перчатки и фиолетовые кеды. Он отказался от маски после того, как Рейвен подмечает, что его зелёная кожа сводит на нет попытки сохранить тайну личности. Здесь Бистбой наряду с другими участниками команды, он гораздо моложе, чем представлен в комиксах. Он также обладает способностью превращаться в любое животное, но в отличие от комиксов, Бистбой не говорит находясь в облике животных (исключение эпизод «Катастрофа»). Бистбой — вегетарианец, так как думает, что неправильно употреблять в пищу животных, поскольку сам принимает их облик. Его хорошим другом среди Титанов является Киборг, которых объединяет страсть к играм и фильмам. Как и в комиксах, у Бистбоя были романтические отношения с Террой, которая вскоре предаёт команду в пользу Слейда. Однако в конечном счёте помогает Титанам победить его. В пятом сезоне появляется отсылка на его настоящее имя, а также демонстрирует свои способности в качестве лидера.

## Сериалы
Бист Бой появляется в сериале «Титаны», роль исполнил Райан Поттер.

## Анимационные фильмы
Бистбой появляется в мультфильме «Юные Титаны: Происшествие в Токио», персонажа озвучил Грег Сайпс.
Бистбой появляется в мультфильме «Лига Справедливости против Юных Титанов», персонажа озвучил Брэндон Су Ху.
Бистбой появляется в мультфильме «LEGO Супергерои DC: Лига Справедливости — Прорыв Готэм-Сити», персонажа озвучил Грег Сайпс.
Бистбой появляется в мультфильме «Супердевочки. Героиня года», персонажа озвучил Грег Сайпс.
Бистбой появляется в мультфильме «Юные Титаны: Контракт Иуды», персонажа озвучил Брэндон Су Ху.

## Игры
- Бист Бой появляется в «Teen Titans».
- Бист Бой появляется в «DC Universe Online», персонажа озвучил Джош Мейер.
- Бист Бой появляется в «Young Justice: Legacy».
- Бист Бой появляется в «Scribblenauts Unmasked: A DC Comics Adventure».
- Бист Бой появляется в «Lego Batman 3: Beyond Gotham», персонажа озвучил Нолан Норт.
- Бист Бой появляется в «Lego Dimensions», персонажа озвучил Грег Сайпс.
- Бист Бой появляется в «Injustice 2».